# منق
منق (به عربی: منق) یک روستا در سوریه است که در ناحیه مرکزی اعزاز واقع شده‌است. منق ۲٬۱۲۸ نفر جمعیت دارد.